# Fatal Joy
 (octobre 2019).
Si vous disposez d'ouvrages ou d'articles de référence ou si vous connaissez des sites web de qualité traitant du thème abordé ici, merci de compléter l'article en donnant les références utiles à sa vérifiabilité et en les liant à la section « Notes et références ».
Albums de Twenty Nine Palms
No Eden
(1992)
Fatal Joy est un album studio sorti en 1990 du groupe anglais Twenty Nine Palms formé par le duo Simon Wilson et Davy Simpson. Les chansons 13 et 14 ne sont disponibles que sur la version CD de l'album.

## Titres
| 1.    | Magic Man            | Simon Wilson et Davy Simpson | Simon Wilson et Davy Simpson | 4:03 |
| 2.    | Defenceless          | Simon Wilson et Davy Simpson | Simon Wilson et Davy Simpson | 4:04 |
| 3.    | Where I Get Off      | Simon Wilson et Davy Simpson | Simon Wilson et Davy Simpson | 3:27 |
| 4.    | Fatal Joy            | Simon Wilson et Davy Simpson | Simon Wilson et Davy Simpson | 3:27 |
| 5.    | Winter By The Sea    | Simon Wilson et Davy Simpson | Simon Wilson et Davy Simpson | 3/38 |
| 6.    | Ivan Ho!             | Simon Wilson et Davy Simpson | Simon Wilson et Davy Simpson | 4:16 |
| 7.    | Teddy's Song         | Simon Wilson et Davy Simpson | Simon Wilson et Davy Simpson | 6:02 |
| 8.    | Out In The Sticks    | Simon Wilson et Davy Simpson | Simon Wilson et Davy Simpson | 4:08 |
| 9.    | Square Dance         | Simon Wilson et Davy Simpson | Simon Wilson et Davy Simpson | 3:57 |
| 10.   | Ben Franklin Said    | Simon Wilson et Davy Simpson | Simon Wilson et Davy Simpson | 3:43 |
| 11.   | North 19th Street    | Simon Wilson et Davy Simpson | Simon Wilson et Davy Simpson | 5:19 |
| 12.   | Sheephaven Bay       | Simon Wilson et Davy Simpson | Simon Wilson et Davy Simpson | 4:40 |
| 13.   | The Question         | Simon Wilson et Davy Simpson | Simon Wilson et Davy Simpson | 4:03 |
| 14.   | Magic Man (Acoustic) | Simon Wilson et Davy Simpson | Simon Wilson et Davy Simpson | 3:33 |
| 58:55 |                      |                              |                              |      |

## Personnel

### Musiciens
- Simon Wilson: Chant
- Davy Simpson: Guitare
- George Hall: Piano, Fender Rhodes, Hammond, Chœur
- Paul Smith: Batterie, Percussion, Peccarys
- Keith Peberdy: Bass